# Heggadihalli, Dod Ballapur
Heggadihalli là một làng thuộc tehsil Dod Ballapur, huyện Bangalore Rural, bang Karnataka, Ấn Độ.